# Tamás Decsi
Tamás Decsi (Kazincbarcika, 15 ottobre 1982) è uno schermidore ungherese, specializzato nella sciabola. Ha vinto una medaglia d'oro ai Campionati mondiali di scherma.

## Palmarès
- Mondiali

San Pietroburgo 2007: oro nella sciabola a squadre.
Antalia 2009: bronzo nella sciabola individuale e nella sciabola a squadre.
Kazan' 2014: bronzo nella sciabola a squadre.
Rio 2016: argento nella sciabola a squadre.
Lipsia 2017: argento nella sciabola a squadre.
Wuxi 2018: bronzo nella sciabola a squadre.
Budapest 2019: argento nella sciabola a squadre.
Il Cairo 2022: argento nella sciabola a squadre.
Milano 2023: oro nella sciabola a squadre.
- Europei

Mosca 2002: bronzo nella sciabola a squadre.
Smirne 2006: argento nella sciabola a squadre.
Montreux 2015: bronzo nella sciabola a squadre.
Tbilisi 2017: bronzo nella sciabola a squadre.
Novi Sad 2018: oro nella sciabola a squadre.
Düsseldorf 2019: argento nella sciabola a squadre.
Adalia 2022: oro nella sciabola a squadre.